# Karl Rodbertus

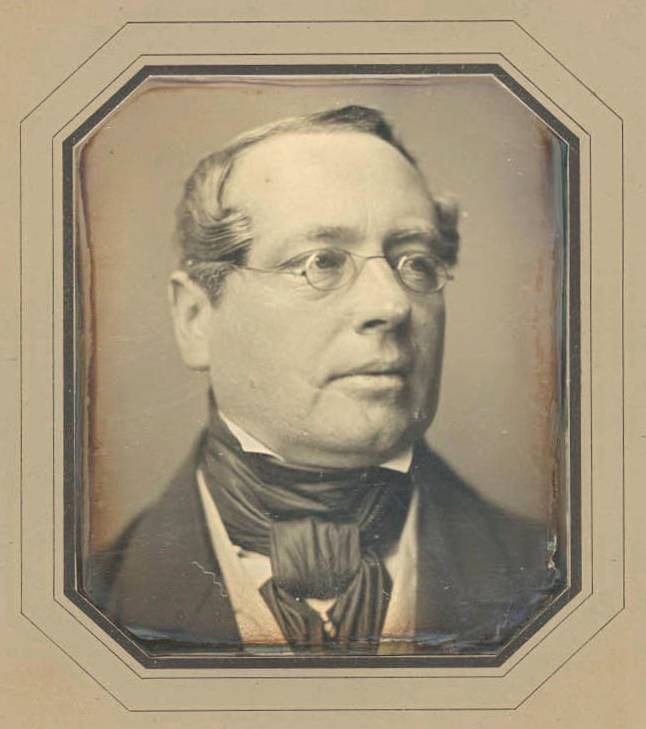
Karl Rodbertus

Johann Karl Rodbertus (* 12. August 1805 in Greifswald; † 6. Dezember 1875 in Jagetzow) war ein deutscher Nationalökonom. Er gilt als Begründer des Staatssozialismus.

## Leben
Karl Rodbertus entstammte einer Familie aus dem Herzogtum Schleswig, deren Stammreihe mit Petrus Rodbertus (um 1545–1609), Pastor zu Boren, beginnt. Sein Vater Johann Christoph Rodbertus war Professor der Rechtswissenschaften an der Universität Greifswald, Beisitzer und Justiziar der Juristenfakultät sowie königlich-schwedischer Justizrat. Seine Mutter Ernestine Friederike Eleonore Schlettwein (1784–1849) war die Tochter des physiokratischen Ökonomen Johann August Schlettwein (1731–1802). Die Mutter erbte das Gut Beseritz bei Friedland in Mecklenburg-Strelitz. 1808 gab der Vater seine Professur auf und zog mit der Familie auf das Gut.
Nach dem Besuch des Gymnasiums in Friedland studierte Rodbertus ab 1823 an der Georg-August-Universität Göttingen Rechtswissenschaften. 1824 war er Mitgründer der Burschenschaft Teutonia Göttingen. 1825 wechselte er an die Friedrich-Wilhelms-Universität zu Berlin. Anschließend ging er als Jurist in den preußischen Staatsdienst. Ab 1830 bereiste er für zwei Jahre Westeuropa, insbesondere England, wo er erste Einblicke in das Leben der Arbeiter gewann. Nach seiner Rückkehr nach Deutschland wandte sich Rodbertus von den Rechtswissenschaften ab, studierte Nationalökonomie und befasste sich mit Philosophie. 1835 erwarb er das Gut Jagetzow bei Völschow und übernahm dessen Bewirtschaftung. Die Landwirtschaft ermöglichte ihm eine weitgehend unabhängige Existenz als Privatgelehrter, es gelang ihm, hohe Erträge zu erwirtschaften. 
1839 stellte er einen Aufsatz Die Forderungen der arbeitenden Classen fertig, der an die Arbeiterunruhen in Birmingham anknüpfte und sandte diesen zur Veröffentlichung an die Augsburger Allgemeine Zeitung. Die darin entwickelte Unterkonsumtionstheorie war eine Kritik an den Forderungen der Arbeiter und eine Befürwortung eines Eingriffs in die Lohngestaltung durch die Fabrikanten. Der Aufsatz wurde nicht in der genannten Zeitung veröffentlicht. In den 1840er Jahren konnte Rodbertus jedoch neue Ideen veröffentlichen, darunter Zur Erkenntnis unserer staatswirtschaftlichen Zustände und weitere Broschüren über Finanz- und Agrarpolitik. – Seitens der Pommerschen Landesregierung wurde Rodbertus zum Kreis- und Landschaftsdeputierten ernannt, die Stelle als Generallandschaftsrat für Pommern, verbunden mit dem Angebot der Erhebung in den Adelsstand, lehnte er aber ab.
Im Jahr 1848 nahm Karl Rodbertus als ritterschaftlicher Abgeordneter für den Landkreis Usedom-Wollin im Provinziallandtag der Provinz Pommern am zweiten Vereinigten Landtag teil. Er war zugleich Mitglied einer Gründungskommission (Konstituante) zur Ausarbeitung einer neuen Verfassung für Preußen. Er wurde zum Verfechter der Einheit Deutschlands, die auf dem Prinzip der Volkssouveränität aufbauen sollte. Er kritisierte die „schwächliche Haltung Preußens“ in der schleswig-holsteinischen Frage und wurde so schließlich zu einem scharfen Opponenten gegen die Krone. Nach der Märzrevolution wurde er am 25. Juni 1848 in die Regierung Auerswald als Minister für Kultur und Unterricht berufen, wo er etliche Reformpläne entwickelte, beispielsweise um die Lage der Volksschullehrer umfassend zu verbessern. Aus formalen Gründen, als der König die Wahl des Erzherzogs Johann zum Reichsverweser nicht vorbehaltlos annahm, legte Rodbertus sein Ministeramt deshalb im Juli 1848 nieder, um „mit sich selbst im Einklang zu bleiben“. Trotzdem blieb er Mitglied in der Abgeordnetenkammer, wo er die Unterwerfung Preußens unter die Centralgewalt forderte, eine gerechte Steuerverfassung und das Eingreifen Preußens bei der Belagerung Wiens forderte. Erst als die Kammer mit Waffengewalt aufgelöst wurde, schied Rodbertus hier aus. Doch bald bewarb er sich um ein neues Mandat in der Regierung, obwohl Ministerpräsident Auerswald Karl Rodbertus polizeilich überwachen ließ. Als dieser von neuen Veröffentlichungsplänen Rodberts erfahren hatte, ließ er von bezahlten Spitzeln das Manuskript konfiszieren und veranlasste den konservativen Abgeordneten Peter Reichensperger zur Abfassung einer Gegenschrift. Rodbertus’ Werk hatte den Titel Mein Verhalten in dem Konflikte zwischen Krone und Volk. 
Die Wahl zum Abgeordneten war aber erfolgreich, doch wurde die Situation für Rodbertus durch Maßnahmen des Polizeipräsidenten von Hinckeldey immer schlechter. Er schlug das Mandat letztendlich aus, auch weitere Angebote von der Fortschrittspartei in Breslau zur Weiterführung politischer Arbeit lehnte er schließlich gänzlich ab. 1849 wurde Rodbertus als „Fremder“ aus Berlin ausgewiesen. Jahrelang stand er danach auf seinem Gut Jagetzow unter Polizeiaufsicht. Von hier aus veröffentlichte er weitere Schriften zu staatswissenschaftlichen Angelegenheiten, fertigte auch Gutachten für Vereine an. Bemerkenswert sind Rodbertus’ veröffentlichte Ideen für ein neues System zur Abschaffung des Geldes und der Einführung eines Normalwerktages. Er machte bei seinen Literaturstudien auch die Bekanntschaft von Ferdinand Lassalle und nahm an dessen Aktivitäten regen Anteil. Mit Rudolph Meyer stand er in Briefwechsel zum Thema einer christlich-konservativen Sozialreform.

## Familie

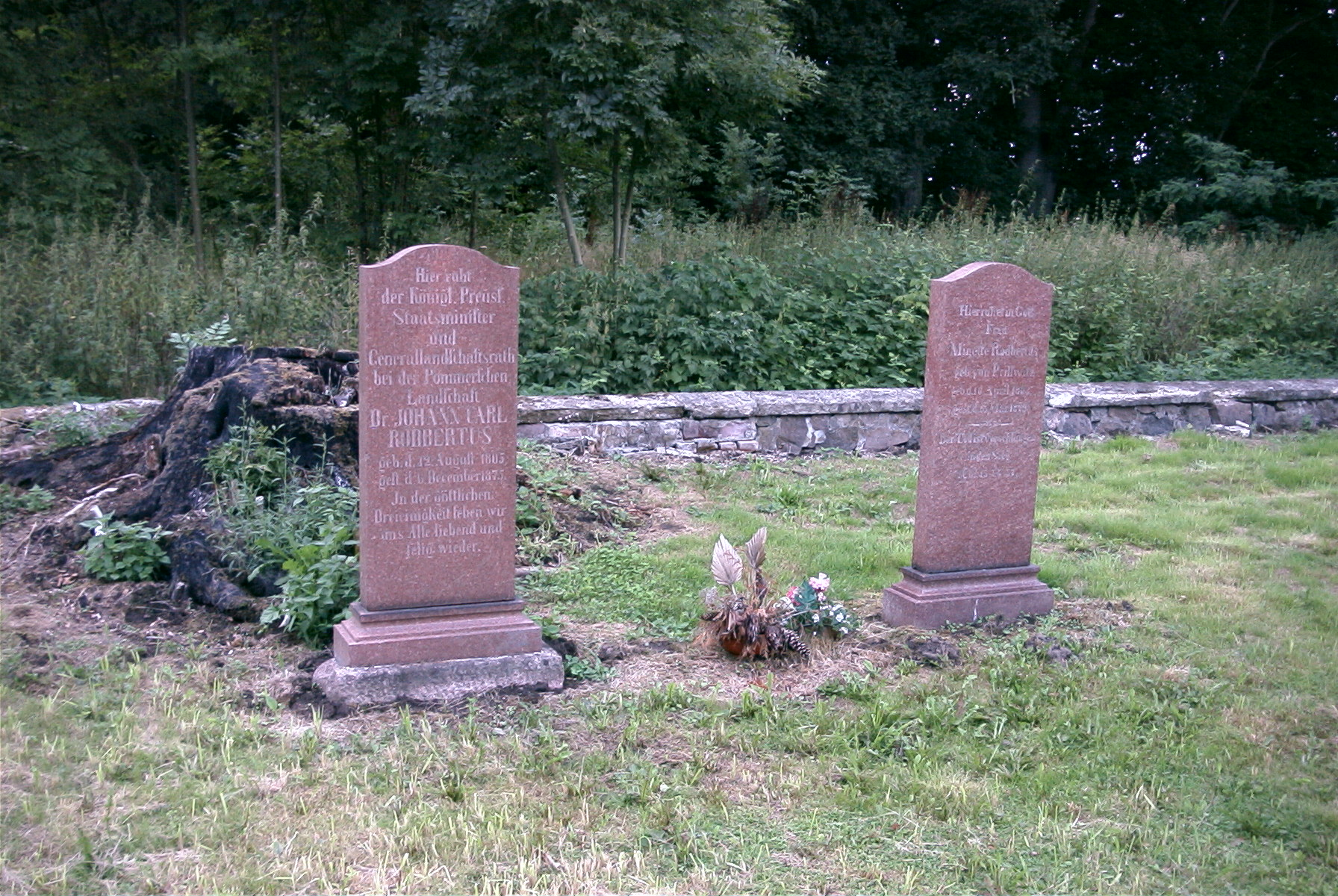
Grabstelle von Karl Rodbertus in Jagetzow

Karl Rodbertus war verheiratet mit Minette, geb. von Prittwitz (1803–1879). Seine Schwester Johanna Mathilde (1804–1886) war verheiratet mit Franz Heinrich Erich II. von Lepel auf Wieck bei Gützkow.

## Rezeption
- Rodbertus stellte den Kapitalismus in Frage, unterstützte jedoch anstatt revolutionärer Programme den Interventionismus. Er hatte sich den Ruf eines sozialen Sehers erarbeitet. – Zahlreiche seiner Ideen fanden später in Programme fortschrittlicher Parteien Eingang, wie die Frage des Werktags, Gerechtigkeit bei Renten usw.[2]

- Karl Marx[3] und Friedrich Engels[4] befassten sich kritisch mit seinen Werken.

- Auch Rosa Luxemburg und August Bebel beschäftigten sich intensiv mit Rodbertus’ Schriften. Für Franz Oppenheimer wurde er theoretisch sehr bedeutsam.

## Ehrungen
- Ehrendoktor der Universität Jena (1871)
- Göttinger Gedenktafel an seinem Wohnhaus in der Jüdenstrasse 24[5]
- Seine Grabstätte in Jagetzow wurde in die Denkmalliste (Kreis Demmin, jetzt Vorpommern-Greifswald) aufgenommen.
- Karl-Rodbertus-Weg in Vahr
- Rodbertusstraße in Frankfurt-Riederwald

## Werke
- Thilo Ramm (Hrsg.): Gesammelte Werke und Briefe. Zusammengestellt auf Grund früherer Ausgaben und mit Einleitung sowie Bibliographie, 6 Bde., Osnabrück 1971/72. ISBN 3-535-01253-8 und ISBN 3-7648-2780-7
- Carl Rodbertus-Jagetzow: Deutscher Staat und Sozialismus. Reihe: Deutsche Schriften, 4. Auswahl & Vorwort Horst Wagenführ. Protte, Potsdam 1935.
- Vier Soziale Briefe.[2]
- 1861, zusammen mit Lothar Bucher und dem Kaplan von Berg: Etliche Flugschriften über das Nationalitätsprinzip und über den Ausbau Deutschlands[2]